# Коначно решење вендског питања
„Коначно решење вендског питања” био је план према Лужичким Србима, који постојао од 1937. године.
Хитлер је планирао исељавање Лужичких Срба у Алзас-Лотарингију, а Француза — на реку Шпреју. Како је писао историчар М. Семирјага, „само победа Совјетског Савеза… спасла је лужичкосрпски народ од пропасти у рудницима Алзас-Лотарингије”. Према плану Химлера, који је био разрађен 1940. године, основна маса Лужичких Срба је морала бити пресељена у тзв. Генерално губернаторство за формирања радне војске Словена. При том, становништво Генералног губернаторства је морало да укључи поред „остатака инфериорног месног становништва” и становништва „источних провинција”, које је било депортирано овамо, такође и становништво различитих подручја Немачке са „инфериорним људским и расним квалитетима”.
Упркос плановима Лужички Срби никада се нису пресељавали. Нацистички режим се задовољавао премештајем лужичкосрпских учитеља и свештеника изван граница Лужице, слањем лужичкосрпских лидера у концлогоре, као и пљачкањем лужичкосрпских библиотека.